# Говме (дегестан)
Говме (перс. حومه) — дегестан в Ірані, в Центральному бахші, в шагрестані Масал остану Ґілян. За даними перепису 2006 року, його населення становило 9652 особи, які проживали у складі 2532 сімей.

## Населені пункти
До складу дегестану входять такі населені пункти:
- Агкалан
- Вардум
- Вешме-Сара
- Ґавмішбан
- Ґілє-Сара
- Дархане
- Дулє-Малаль
- Кіше-Хані
- Кучкам
- Ланґ
- Маркіє
- Мілє-Сара
- Пір-Сара
- Сейєд-Магаллє
- Ханеґах-Бар
- Хвод-Бечар